# Kustskepparintyg

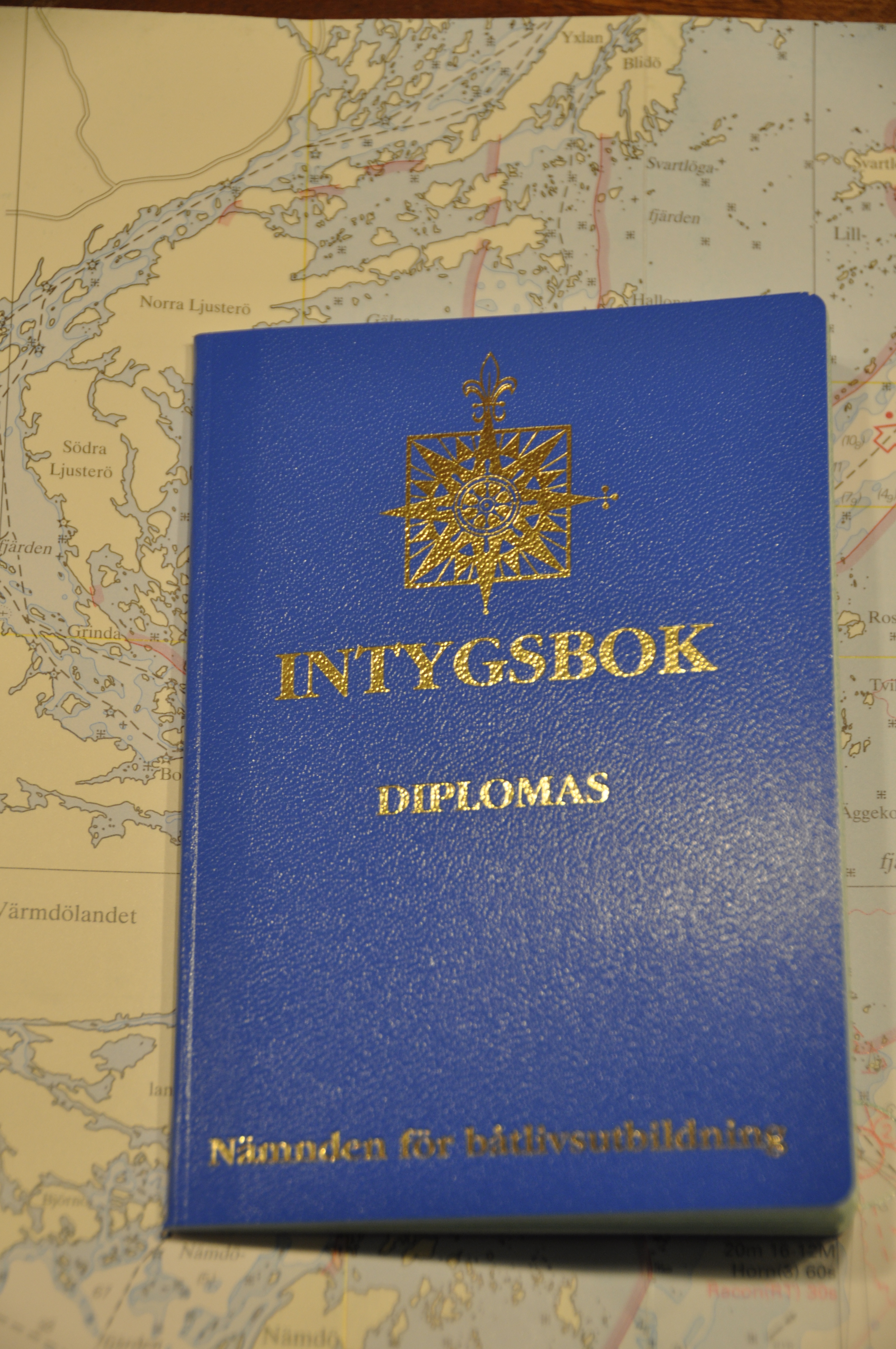
Intygsbok, Nämnden för båtlivsutbildning

Kustskepparintyg är ett intyg som intygar att innehavaren vid prövning visat sig ha sådana teoretiska kunskaper om sjövägsregler, navigation, båtlivskunskap mm, som erfordras för att framföra ett fritidsfartyg i dagsljus, mörker och nedsatt sikt i såväl skyddade som oskyddade farvatten. Kustskepparintyg ger behörighet att framföra båtar som överstiger 12 meter i längd och 4 meter i bredd.
Kustskepparintyg utfärdas efter godkänd prövning hos en av Nämnden för båtlivsutbildning godkänd förhörsförrättare. Kunskapskraven regleras av Nämnden för båtlivsutbildning.
Skepparexamen eller Kustskepparexamen är en äldre behörighet som går att jämställa med dagens Fartygsbefälsexamen klass VIII, som är en yrkesutbildning. Idag avvänds ordet skepparexamen ibland liktydigt med kustskepparintyg.